# Anton Apohal
Anton Apohal, slovenski kantavtor. * 17. januar 1958, Slovenj Gradec, † 7. marec 2002, Slovenj Gradec.

## Življenje in delo
Po končani osnovni šoli na Prevaljah je končal še Srednjo lesarsko šolo v Ljubljani. Leta 1985 je opravil tudi specialistični izpit iz varstva pri delu. Zaposlen je bil v tovarni Lesna v Slovenj Gradcu. Ves čas ga je zanimala in pritegovala glasba, zato ni naključje da sta s prijateljem Milanom Kamnikom ustanovila Duo Kora in na akustičnih kitarah igrala kantri glasbo. Njune pesmi so predvsem narečne in so med Korošci že ponarodele. Veliko sta nastopala na raznih festivalih in tudi na radiu in televiziji. Njuna besedila so bila vzeta iz Vorančevih in Mavrelovih del. Doživljala sta uspehe, vendar je Apohalu opešalo srce. Bil je prvi Korošec, ki so mu presadili srce. Tudi po operaciji je še aktivno deloval in izdal zgoščenko, posvečeno Koroški. Sodeloval je s številnimi kulturnimi institucijami v kraju, MoPZ Vres, folklorno skupino iz Šentanela, gledališko skupino Prevalje-Mežica, Karitasom, Koroškim muzejem. Leta 1975 je z Duom Kora zmagal s pesmijo Prva ljubezen na tekmovanju Rock selekcije M75, prejel je tudi številne nagrade na festivalih narečnih popevk Vesela jesen. V letu 1979 sta bila z Milanom Kamnikom najboljša debitanta s pesmijo Grubanje, leta 1984 pa sta prejela nagrado občinstva in žirije za pesem Fršolnga. Leta 1986 in 1989 sta zmagala s pesmima Koroška pesem in Skurne besiede. Večkrat sta dosegla prvo mesto na lestvici 7 naj Koroškega radia. Z Duom Kora sta izdala malo ploščo leta 1980, leta 1994 pa še dve kaseti in leta 1989 videospot Nič novega. Leta 2001 je Apohal samostojno izdal zgoščenki in posnel videospot V deželi kralja Matjaža..